# 프로세스-아키텍처-최적화 모델
프로세스-아키텍처-최적화 모델(Process–architecture–optimization model)은 인텔이 2016년에 채택한 중앙 처리 장치(CPU)에 대한 개발 모델이다. 이 3단계(3년) 모델에 따라 모든 마이크로프로세서 다이 슈링크는 마이크로아키텍처 변경으로 이어지며 그 다음에는 하나 이상의 최적화. 이는 인텔이 2006년에 채택한 2단계(2년) 틱톡 모델을 대체했다. 인텔에 따르면 틱톡 모델은 더 이상 경제적으로 지속 가능하지 않는다. 더 작은 다이의 생산 비용이 점점 더 비싸지기 때문이다.

## 같이 보기
- 인텔 CPU 마이크로아키텍처 목록